# Arisaema lingyunense
Arisaema lingyunense — многолетнее клубневое травянистое растение, вид рода Аризема (Arisaema) семейства Ароидные (Araceae).

## Ботаническое описание
Раздельнополые растения.
Клубень сжато-шаровидный, 3—7 см в диаметре, со множеством клубеньков.

### Листья
Лист один, появляется после окончания периода цветения. Черешок около 30 см длиной, в основании формирующий ложный стебель. Листовая пластинка состоит из трёх листочков на черешочках 1—1,5 см длиной; центральный листочек ромбовидный, около 24 см длиной и 14 см шириной; боковые листочки наклонные, с внешней стороной часто в два раза шире внутренней, около 20 см длиной и 13 см шириной, в основании клиновидные по внутренней стороне и округлые по внешней.

### Соцветия и цветки
Цветоножка короче черешка, около 25 см длиной и 5 мм в диаметре. Покрывало пурпуровое с белыми полосками. Трубка цилиндрическая, около 8 см длиной и 2,5 см в диаметре, внутри без полосок; пластинка загнутая, с краями удлинёнными в виде широких крыльев, с беловатым сетчатым узором с обеих сторон, около 20 см длиной и 20 см шириной, в основании сжатая, на вершине округлённая, с остриём 3—4 см длиной.
Початок однополый. Женская зона коническая, около 3 см длиной и 2 см в диаметре; завязь цилиндрическая, около 5 мм в диаметре; семяпочки две, базальные, вертикальные, веретеновидные; столбик короткий; рыльце дискообразное. Мужская зона цилиндрическая, около 3 см длиной и 9 мм в диаметре; синандрии из двух или трёх тычинок; пыльники на ножке, вскрываются разрезом в форме подковы. Придаток пурпуровый, шнуровидный, около 44 см длиной у женского соцветия и до 143 см у мужского соцветия; в основании на 13—14 см цилиндрический, около 1,5 см в диаметре, нисходящий, на ножке около 1,8 см длиной и 8 мм в диаметре у женских соцветий и около 4 мм длиной и 3 мм в диаметре у мужских соцветий; на конце нитевидная часть около 30 см у женских соцветий, до 130 см у мужских соцветий, свешивающаяся.
Цветёт в апреле — июне.

### Плоды
Плоды — красные ягоды. Плодоносит в июле.

## Распространение
Встречается в Китай (Гуанси).
Растёт на болотах, по берегам горных рек, на высоте 1400 — 3000 м над уровнем моря.